# 5 يناير
- السبت
- الأحد
- الاثنين
- الثلاثاء
- الأربعاء
- الخميس
- الجمعة

- 2827 جمادى الآخرة 1446  هـ
- 2928 جمادى الآخرة 1446  هـ
- 3029 جمادى الآخرة 1446  هـ
- 3130 جمادى الآخرة 1446  هـ
- 11 رجب 1446  هـ
- 22 رجب 1446  هـ
- 33 رجب 1446  هـ
- 44 رجب 1446  هـ
- 55 رجب 1446  هـ
- 66 رجب 1446  هـ
- 77 رجب 1446  هـ
- 88 رجب 1446  هـ
- 99 رجب 1446  هـ
- 1010 رجب 1446  هـ
- 1111 رجب 1446  هـ
- 1212 رجب 1446  هـ
- 1313 رجب 1446  هـ
- 1414 رجب 1446  هـ
- 1515 رجب 1446  هـ
- 1616 رجب 1446  هـ
- 1717 رجب 1446  هـ
- 1818 رجب 1446  هـ
- 1919 رجب 1446  هـ
- 2020 رجب 1446  هـ
- 2121 رجب 1446  هـ
- 2222 رجب 1446  هـ
- 2323 رجب 1446  هـ
- 2424 رجب 1446  هـ
- 2525 رجب 1446  هـ
- 2626 رجب 1446  هـ
- 2727 رجب 1446  هـ
- 2828 رجب 1446  هـ
- 2929 رجب 1446  هـ
- 3030 رجب 1446  هـ
- 311 شعبان 1446  هـ

5 يناير أو 5 كانون الثاني أو يوم 5\1 (اليوم الخامس من الشهر الأوَّل) هو اليوم الخامس (5) من السنة وفقًا للتقويم الميلادي الغربي (الغريغوري). يبقى بعده 360 يومًا لانتهاء السنة، أو 361 يومًا في السنوات الكبيسة.

## أحداث
- 1477 - وقوع معركة نانسي ومقتل شارل الجريء، وبورغونيا تصبح جزءًا من فرنسا.
- 1500 - الدوق لودوفيكو سفورزا يغزو ميلانو.
- 1554 - نشوب نار كبيرة في آيندهوفن.
- 1781 - الأسطول البحري البريطاني يحرق ريتشموند في فيرجينيا وذلك في أيام الثورة الأمريكية.
- 1846 - مجلس النواب الأمريكي يصوت على إيقاف مشاركة مقاطعة أوريغون مع المملكة المتحدة.
- 1895 - تجريد الضابط الفرنسي ألفرد دريفوس من رتبته والحكم عليه بالسجن مدى الحياة في جزيرة الشيطان وذلك بعد قضية دريفوس.
- 1896 - صحيفة نمساوية تكشف عن قيام فيلهلم كونراد رونتغن باكتشاف نوع من الإشعاعات عرف لاحقًا باسم الأشعة السينية.
- 1902 - عبد العزيز آل سعود يسترد الرياض من آل رشيد.
- 1911 - تأسيس نادي الزمالك للألعاب الرياضية في القاهرة تحت اسم «نادي قصر النيل».
- 1919 - تأسيس الحزب النازي الألماني.
- 1925 - انتخاب نيللي تايلي روس حاكمة لولاية وايومنغ لتصبح أول امرأة تتولى منصب حاكم ولاية في الولايات المتحدة.
- 1933 - بدأ إنشاء جسر البوابة الذهبية على مضيق سان فرانسيسكو.
- 1940 - أول تجربة لراديو إف إم.
- 1945 - الاتحاد السوفيتي يعترف بالحكومة السوفيتية في بولندا.
- 1948 - شركة وارنر برذرز تنتج أول فيلم وثائقي ملون.
- 1957 - الرئيس الأمريكي دوايت أيزنهاور يعلن عن مشروعه لمقاومة الشيوعية في الشرق الأوسط والذي عرف باسم مبدأ أيزنهاور.
- 1964 - البابا بولس السادس يقابل بطريرك كنيسة الروم الأرثوذكس أثيناغوراس الأول في القدس في أول لقاء يجمع قادة الكنيستي الأرثوذكسية والكاثوليكية منذ عام 1439.
- 1968 - ألكسندر دوبتشيك يتسلم السلطة في تشيكوسلوفاكيا وبداية حقبة ربيع براغ.
- 1972 - الرئيس الأمريكي ريتشارد نيكسون يأمر ببداية تطوير برنامج المكوك الفضائي.
- 1973 - هولندا تعترف بألمانيا الشرقية.
- 1976 - كمبوديا تغير اسمها إلى «كمبوتشا الديمقراطية».
- 1980 - شركة هوليت-باكارد تعلن إطلاق أول جهاز حاسب شخصي من إنتاجها.
- 1984 - ريتشارد ستولمن يبدأ بتطوير جنو.
- 1991 - القوات الجورجية تهاجم مدينة تسخينفالي عاصمة أوسيتيا الجنوبية وبدء حرب جنوب أوسيتيا 1991-1992.
- 1996 - اغتيال القيادي في حركة حماس يحيى عياش بقنبلة زرعت في جواله من قبل المخابرات الإسرائيلية.
- 1997 - انسحاب القوات الروسية من الشيشان.
- 2011 - النائب جون بونر يتولى رئاسة مجلس النواب الأمريكي.
- 2016 - الإعلان عن فوز الجزائري رياض محرز بجائزة أفضل لاعب أفريقي للعام 2016.
- 2018 - منتخب عمان يُتَوَّج بلقب كأس الخليج العربي في النسخة الثالثة والعشرين بعد فوزه على منتخب الإمارت.
- 2021 - قادة ورؤساء وفود القمة الخليجية في العلا في السعودية يوقعون على وثيقة مبادئ تؤسس لإنهاء الأزمة الدبلوماسية مع قطر التي استمرت لأكثر من ثلاثة أعوام.
- 2022 - استقالة الحكومة في كازاخستان بعد اندلاع احتجاجات واسعة لعدة أيام بسبب رفع أسعار الوقود.

## مواليد
- 1592 - شاه جهان، أحد حكام الهند وباني الضريح الشهير تاج محل.
- 1767 - جان بابتست ساي، اقتصادي فرنسي.
- 1779 - زيبولون بايك، مستكشف أمريكي.
- 1884 - حسني باقي زاده، سياسي سوري عثماني.
- 1846 - رودلف أوكن، فيلسوف ألماني حاصل على جائزة نوبل في الأدب عام 1908.
- 1874 - جوزف إيرلنغر، عالم فيزيولوجيا أمريكي حاصل على جائزة نوبل في الطب عام 1944.
- 1927 - الطاهر شريعة، مخرج سينمائي تونسي.
- 1928 - ذو الفقار علي بوتو، سياسي باكستاني.
- 1931 -
  - سلطان بن عبد العزيز آل سعود، ولي العهد النائب الأول لرئيس مجلس الوزراء ووزير الدفاع والطيران والمفتش العام في المملكة العربية السعودية.
  - روبرت دوفال، ممثل أمريكي.
  - خوان غويتيسولو، روائي إسباني.
- 1932 - أومبرتو إكو، فيلسوف وروائي إيطالي.
- أحمد طالب الإبراهيمي ، وزير جزائري سابق وابن الشيخ العلامة البشير الإبراهيمي
- 1938 - الملك خوان كارلوس الأول، ملك إسبانيا.
- 1941 - هاياو ميازاكي كاتب إنمي ياباني.
- 1942 -
  - الشيخ جابر مبارك الحمد الصباح، رئيس وزراء الكويتي.
  - عطا الله أبو زياد، شاعر فلسطيني أردني.
- 1946 - ديان كيتون، ممثلة أمريكية.
- 1952 - حاتم ذو الفقار، ممثل مصري.
- 1960 - عبد الباسط حمودة، مغني مصري.
- 1963 - هدى حمادة، ممثلة أردنية تعمل في الكويت.
- 1966 - يوري أمانو، ممثلة أداء صوتي يابانية.
- 1969 - مارلين مانسن، مغني أمريكي.
- 1976 - دييغو تريستان، لاعب كرة قدم إسباني.
- 1980 - سيباستيان دايسلر، لاعب كرة قدم ألماني.
- 1986 - ديبيكا بادكون، ممثلة هندية.
- 1988 - محمد الرمضان، ممثل كويتي.
- 1996 - ماكس بالدري، ممثل إنجليزي.

## وفيات
- 842 - المعتصم بالله، خليفة عباسي.
- 1066 - إدوارد المعترف، ملك إنجلترا.
- 1589 - كاترين دي ميديشي، زوجة هنري الثاني ملك فرنسا.
- 1762 - الإمبراطورة إليزابيث، إمبراطورة روسيا العاشرة في الإمبراطورية الروسية.
- 1933 - كالفين كوليدج، رئيس الولايات المتحدة الثلاثون.
- 1954 - والتر إدوارد سكوت، مستكشف من الولايات المتحدة الأمريكية.
- 1961 - بيرم التونسي، شاعر مصري.
- 1964 - أديب لحود، كاتب مسرحي ومؤرخ ومدرس لبناني.
- 1970 - ماكس بورن، عالم فيزياء ألماني حاصل على جائزة نوبل في الفيزياء عام 1954.
- 1978 - مرتضى آل ياسين، فقيه جعفري عراقي.
- 1981 - هارولد يوري، عالم كيمياء أمريكي حاصل على جائزة نوبل في الكيمياء عام 1934.
- 1996 - يحيى عياش، مجاهد فلسطيني.
- 2007 - سعاد نصر، ممثلة مصرية.
- 2011 - محمد الدفراوي، ممثل مصري.
- 2016 - ممدوح عبد العليم، ممثل مصري.
- 2017 - رفيق السبيعي، ممثل سوري.
- 2021 -
  - ألفريد سمعان، شاعر عراقي.
  - محمد الشواقفة، كاتب ومخرج مسرحي أردني.
- 2022 -
  - صالح اللحيدان، عالم وقاض سعودي.
  - محمد حلمي، ممثل ومخرج جزائري.

## أعياد ومناسبات
- يوم لعبة غو في اليابان.
- يوم شرطة عمان السلطانية في عمان.

## وصلات خارجية
- وكالة الأنباء القطريَّة: حدث في مثل هذا اليوم.
- النيويورك تايمز: حدث في مثل هذا اليوم.
- BBC: حدث في مثل هذا اليوم.